# Batalla de Pemanè (1204)
|  | Per a altres significats, vegeu «Batalla de Pemanè (1224)». |

La batalla de Pemanè va ser un combat de la Quarta Croada en la qual els croats, que havien constituït l'Imperi Llatí després de conquerir Constantinoble varen guanyar els nicens a la part asiàtica de l'estret dels Dardanels el desembre del 1204. Això els va permetre ocupar Bitínia. L'emperador Constantí Làscaris va anar al capdavant d'un exèrcit per recuperar Adramítion, que havien ocupat els llatins. Enric I de Flandes va ser avisat pels armenis d'aquest contraatac i es va preparar. Els dos exèrcits van lluitar en la batalla de Pemanè el dissabte 19 de març del 1205 fora de les muralles d'Adramítion, i el resultat va ser una gran derrota de Constantí, i la major part del seu exèrcit va morir o va ser capturat. Probablement Constantí va morir en la lluita i el seu germà Teodor I Làscaris va ser proclamat emperador a Nicea.